# Roy Hartle
Roy Hartle (Bromsgrove, 4 ottobre 1931 – Bolton, 5 novembre 2014) è stato un calciatore inglese.

## Carriera
Nato nel villaggio di Catshill, crebbe nelle giovanili del Bromsgrove Rovers e poi in quelle del Bolton, società in cui esordì in prima squadra dalla stagione 1952-1953, ottenendo il quindicesimo posto nella massima serie e raggiungendo la finale della FA Cup.
Divenuto titolare inamovibile a partire dal 1955, Hartle vinse con il suo club la FA Cup 1957-1958, giocando la finale contro il Manchester Utd, e l'anno dopo la FA Charity Shield 1958, competizione vinta contro il Wolverhampton. Formò con Tommy Banks una delle coppie difensive più apprezzate nel panorama calcistico inglese della fine degli anni '50.
Con il Bolton gioca nella massima serie sino alla stagione 1963-1964, chiusa al ventunesimo e penultimo posto finale. Rimarrà in forza la Bolton per altre due stagioni nella serie cadetta inglese. Nella sua intera esperienza con i Trotters giocò 499 incontri ufficiali.
Dopo una stagione al Buxton, nell'estate 1967 si trasferisce negli Stati Uniti d'America per divenire giocatore del New York Generals, società in cui rivestì anche il ruolo di assistente allenatore di Freddie Goodwin. Con i Generals ottiene il terzo posto dell'Eastern Division della NPSL.
Ritiratosi dal calcio giocato divenne capo scout del Bury.

## Palmarès
- Coppa d'Inghilterra: 1

Bolton: 1957-1958
- Charity Shield: 1

Bolton: 1958